# Liga Especial Superior de Fútbol de Salón de Venezuela
La Liga Especial Superior de Fútbol de Salón de Venezuela (LESFUTSAL) fue el torneo de máxima categoría del fútbol de salón del país entre 1993 y 1998. Durante ese período tuvo un éxito notable en cuanto a asistencia a los gimnasios y audiencia televisiva, superando los pronósticos adversos iniciales. Su vigencia coincidió con el lapso más triunfal de la selección sudamericana, en el cual el campeonato y el elenco nacional disfrutaron de una relación mutuamente beneficiosa. En 1997, la selección de fútbol de salón de Venezuela se tituló campeona del mundo en la especialidad (norma FIFUSA, posteriormente AMF) en México, con la totalidad de su nómina constituida por jugadores que militaban en la LESFUTSAL.

## Inicios
Las promisorias primeras actuaciones internacionales de la selección venezolana de fútbol de salón (que la clasificaron al Mundial de Italia de 1991, donde tuvo una honrosa participación), y el arraigo de la disciplina (conocida en Venezuela como «futbolito»), especialmente en los estratos menos favorecidos, motivaron a empresarios de Valencia, estado Carabobo a proponer la creación de una liga nacional.
A diferencia del nacimiento de otras ligas deportivas en Venezuela, varios empresarios privados, provenientes de distintas ciudades del país, dieron desde el inicio un importante espaldarazo a este torneo. 

## Sistema de competición
Los creadores de la liga acordaron realizar algunas modificaciones al reglamento, para darle al juego un carácter más atractivo para la afición o para hacerlo comercialmente más conveniente para las transmisiones televisivas, sin quitarle la esencia que le había dado su fundador, el uruguayo Juan Carlos Ceriani en 1930. Entre los cambios se encontraban dos tiempos de televisión (recesos de un minuto) a la mitad del primer y del segundo tiempo y la posibilidad de un número ilimitado de sustituciones.
Los clubes estaban integrados por jugadores venezolanos provenientes de las competencias nacionales aficionadas, también por venezolanos que militaban en ligas europeas y que fueron luego repatriados, además de jugadores extranjeros, principalmente colombianos, donde el futsal ha tenido nivel mundialista (incluyendo en aquel entonces varios integrantes de la selección nacional de ese país). También reforzaron la liga jugadores provenientes de otros países de Centro y Sudamérica, aunque en menor medida comparados con los provenientes de Colombia. Las nóminas de los clubes estaban integradas por un máximo de dieciocho jugadores. El cupo máximo de jugadores extranjeros era de tres, de los cuales solamente dos podían ver acción en cancha al mismo tiempo. 
El torneo se jugaba en fechas que coincidían considerablemente con las vacaciones escolares: aproximadamente entre julio y septiembre (en función de la cantidad de clubes). Los equipos se enfrentaban en la Primera Ronda (o Ronda Regular), en series de ida y vuelta bajo la modalidad todos contra todos. Cada serie estaba constituida por dos partidos. Al igual que en el baloncesto, los encuentros no podían concluir igualados. En caso de empate al finalizar el tiempo regular, se jugaba una prórroga bajo la modalidad conocida entonces como «muerte súbita» (el primer equipo que anotase durante el alargue se llevaba el partido). En caso de persistir el empate, el juego se decidía por lanzamientos desde el punto penal.
Los cuatro equipos mejor clasificados al concluir la primera ronda obtenían el derecho de jugar la ronda semifinal, integrada por dos series: una que enfrentaba al líder ante el cuarto clasificado, y otra en la que se medían el segundo y el tercero de la tabla de clasificación. Las series estaban pautadas a un máximo de cinco partidos, clasificando el club que ganase tres partidos. La serie final tenía el mismo formato.

## La primera temporada
Los clubes que integraron la primera edición de la liga, en 1993, fueron Caciques de Monagas, Dragones de Carabobo, Guayaberos del Táchira, Guerreros del Zulia, Fieras de Caracas y Lobos de Miranda. Dragones de Carabobo y Fieras de Caracas clasificaron a la serie final. El  gimnasio José Beracasas, en Caracas, y el Fórum de Valencia, registraron su máxima capacidad. Luego de una cerrada serie, Dragones de Carabobo se alzó con el título.

## Más de un lustro de emociones
Durante la segunda campaña, la liga se expandió con la incorporación de Caimanes del Orinoco y Bucaneros de Oriente (equipos radicados en Puerto Ordaz y Puerto La Cruz, ciudades del oriente venezolano, donde el deporte caló de inmediato). Por su parte, Fieras cambió su nombre a Furias de Caracas. La final de 1994 la ganó nuevamente Dragones de Carabobo, esta vez sobre Guayaberos del Táchira.
En 1995, Furias de Caracas consigue su primer campeonato del circuito, ganando la final a Caimanes del Orinoco. El gimnasio José Beracasa se colmó de aficionados en apoyo a los capitalinos y una vez más, a través de la televisión, se apreció a más de siete mil personas que acudieron al encuentro decisivo.
En 1996 el torneo tuvo otra expansión, con la incorporación de Huracanes de Apure. Además, la franquicia Lobos de Miranda pasó a ser Halcones de Aragua. Al cierre de la temporada, Dragones de Carabobo conquistó su tercer título ante Guerreros del Zulia. Luego de la finalización del torneo, el fútbol de salón de Venezuela dirigió su mirada a la capital de su vecina Colombia, Bogotá, para ver a su selección nacional conquistar el campeonato panamericano de aquel año.
En 1997 Halcones de Aragua volvió a su identidad inicial, Lobos de Miranda. La liga siguió calando en el gusto de los venezolanos, lo cual se reflejó en la asistencia a los gimnasios y en la audiencia de las transmisiones televisivas. Ese año, Huracanes de Apure se ganó su derecho a jugar la final ante los siempre invitados a la serie decisiva, Dragones de Carabobo. El equipo de Valencia se alzó con su cuarto título.
La expectativa se hizo tangible luego de la celebración del equipo carabobeño: se avecinaba el campeonato mundial en México. La selección de fútbol de salón de Venezuela se alzó con el título mundial al vencer al seleccionado de Uruguay en la final el 5 de diciembre por 4-0. Todos los jugadores, integrantes del cuerpo técnico y demás representantes del nuevo monarca del orbe provenían de la LESFUTSAL.
En 1998, Lobos de Miranda cambió nuevamente su nombre, a Diablos de Miranda. También Guayaberos del Táchira cambió su denominación a Deportivo Táchira (para la fecha, el famoso equipo homónimo de fútbol de campo se llamaba Unión Atlético Táchira). Por otra parte, Caimanes del Orinoco se retiró del circuito. Furias, Guerreros, Dragones y Deportivo Táchira avanzaron a las semifinales. Este último quinteto logró la segunda final para la franquicia ante Furias de Caracas. El club de la capital levantó la copa en el cuarto encuentro de la serie.

## Cobertura televisiva
El principal seguimiento televisivo a la liga lo dio Radio Caracas Televisión (canal que salió del aire en 2007). RCTV transmitió una serie semanal así como los juegos de las semifinales y la final entre 1993 y 1997. En 1998, la cobertura se dio a través de canales regionales (Niños Cantores del Zulia, Televisora Regional del Táchira, Canal 66 para Carabobo, Meridiano Televisión para Caracas, TVO para Oriente y Telecaribe para Estado Anzoátegui). 
Algunos encuentros también fueron transmitidos por Venezolana de Televisión.

## Desaparición
Desavenencias entre los dirigentes condujeron a que la de 1998 fuese la última edición de la LESFUTSAL. Paradójicamente, la liga se extinguió en pleno furor por los logros de la selección venezolana, especialmente el título mundial de 1997 en México, y con éxito de audiencia y asistencia en los juegos del circuito.
Luego de la desaparición de la LESFUTSAL, hubo un tímido intento de formar una nueva liga, de carácter regional, en varias poblaciones del estado Taćhira. Muchos jugadores de la liga especial fueron reclutados para este nuevo torneo. Sin embargo, el proyecto no tuvo sostenibilidad y se desvaneció rápidamente.

## Podios
| Temporada | Campeón              | Subcampeón             |
| --------- | -------------------- | ---------------------- |
| 1993      | Dragones de Carabobo | Fieras de Caracas      |
| 1994      | Dragones de Carabobo | Guayaberos del Táchira |
| 1995      | Furias de Caracas    | Caimanes del Orinoco   |
| 1996      | Dragones de Carabobo | Guerreros del Zulia    |
| 1997      | Dragones de Carabobo | Huracanes de Apure     |
| 1998      | Furias de Caracas    | Deportivo Táchira      |

## Palmarés
| Club                                        | Títulos                    | Subtítulos     |
| ------------------------------------------- | -------------------------- | -------------- |
| Dragones de Carabobo FSC                    | 4 (1993, 1994, 1996, 1997) | 0              |
| Fieras/Furias de Caracas FSC                | 2 (1995, 1998)             | 1 (1993)       |
| Guayaberos/Deportivo Táchira                | 0                          | 2 (1994, 1998) |
| Guerreros del Zulia FSC                     | 0                          | 1 (1996)       |
| Caimanes del Orinoco FSC                    | 0                          | 1 (1995)       |
| Huracanes de Apure FSC                      | 0                          | 1 (1997)       |
| Caciques de Monagas                         | 0                          | 0              |
| Lobos/Diablos de Miranda/Halcones de Aragua | 0                          | 0              |
| Bucaneros de Oriente                        | 0                          | 0              |